# BMW G70
La BMW G70 è la settima generazione della BMW Serie 7, un'autovettura di lusso della casa automobilistica tedesca BMW prodotta dal 2022.

## Storia e profilo

### Debutto
La Serie 7 G70 inizialmente doveva debuttare al salone di Pechino in Cina, ma quest'ultimo è stato annullato a causa della pandemia di COVID-19 nel paese asiatico, per cui il debutto è slittato e la casa tedesca ha presentato ufficialmente la vettura il 20 aprile 2022 in un evento all'Olympiapark di Monaco di Baviera.

### Contesto e descrizione

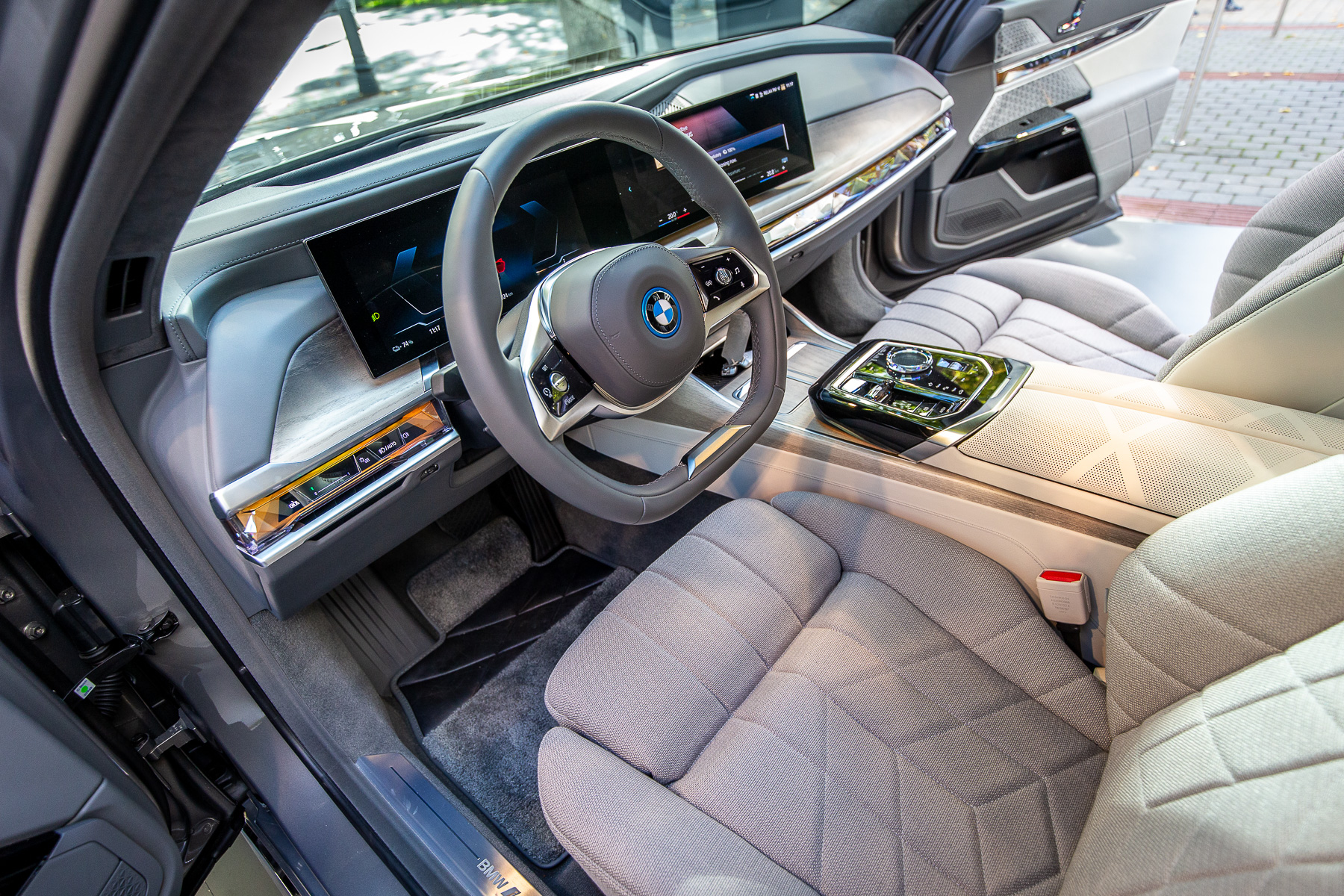
Interni

La progettazione e l'intero sviluppo della vettura sono stati eseguiti principalmente in considerazione del mercato asiatico, seguendo i gusti di questa tipologia di acquirente. Infatti la vettura presenta un design di rottura rispetto a tutte le BMW coeve, specialmente nel frontale, che si caratterizza da un doppio rene di dimensioni generose e dalla disposizione dei fari su tre livelli.

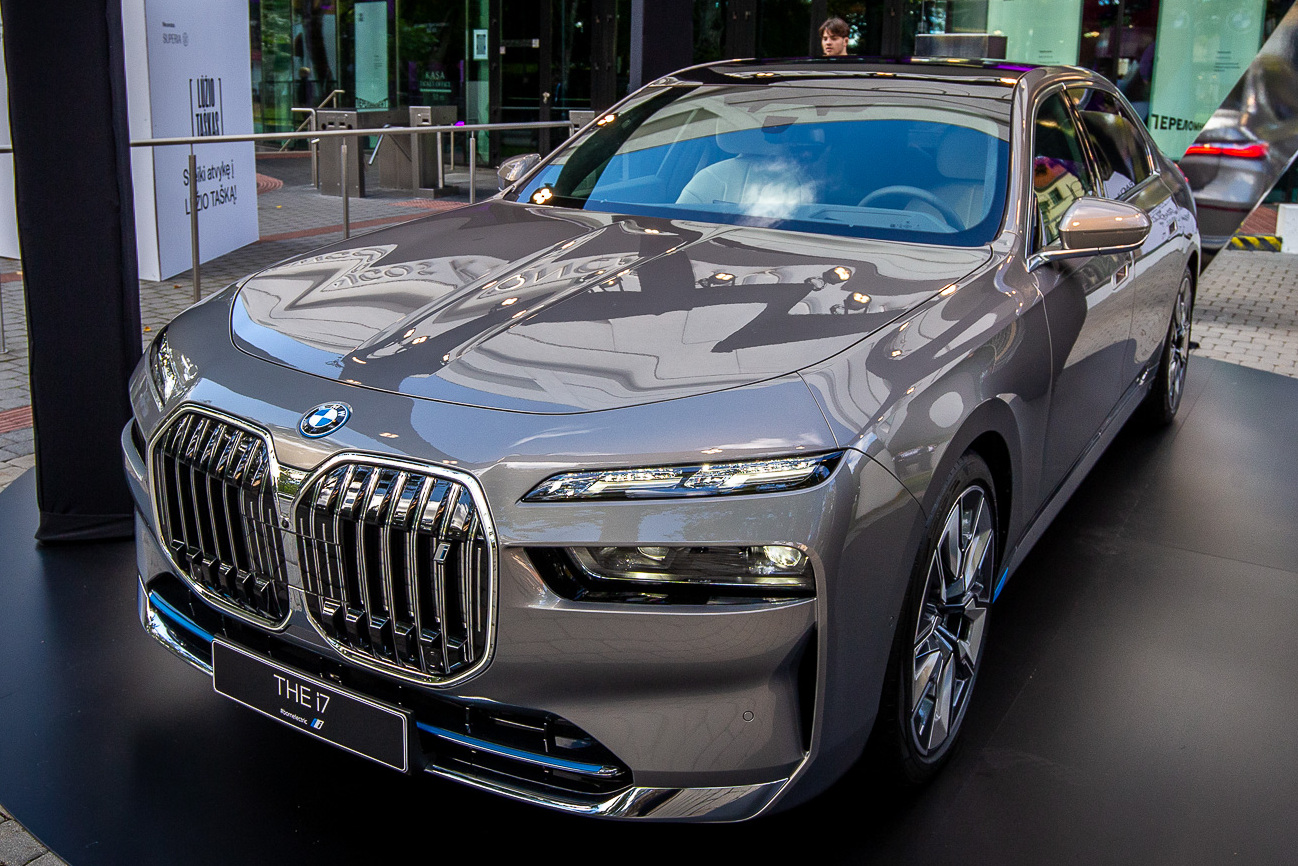
Dettaglio del frontale; da notare il doppio rene a sviluppo verticale e i fari su tre livelli

La carrozzeria, più lunga di 13 cm rispetto alla vecchia generazione, è disponibile solo a passo lungo. La vettura utilizza la piattaforma CLAR in una versione pesantemente modificata per adottare motorizzazioni sia ibride che elettriche. Inoltre il veicolo è dotato di sistema di guida autonoma di livello tre, uno schermo da 31 pollici nella zona posteriore dell'abitacolo per i passeggeri seduti sul divano e portiere ad azionamento elettrico.

## Tecnica e meccanica
Sul lato tecnico il sistema sospensivo è composta all'avantreno da un doppio braccio oscillante, mentre al retrotreno da un multilink a cinque bracci. Entrambi gli assali hanno sospensioni pneumatiche a controllo automatico con ammortizzatori a controllo elettronico, che permettono di abbassare la vettura di 10 mm in modalità sport oppure rialzarla di 20 mm per superare dossi o asperità della strada.

### Motorizzazioni
Per l'Europa la gamma motori comprende solo propulsori da 3,0 litri a sei cilindri in linea. Al debutto sono disponibili dei propulsori ibridi plug-in a benzina con ciclo Miller (B58TÜ2) per la 750e xDrive che eroga 360 kW (490 CV), di cui 220 kW provengono dal motore a combustione, e una coppia di 700 Nm e la 760e xDrive con 420 kW (571 CV) e 800 Nm di coppia. L'autonomia nella sola modalità elettrica è di circa 80 km. Inoltre è presente anche un diesel la 740d xDrive da 286 CV e 650 Nm di coppia erogati tra i 1750-3000 giri/min, al quale si può abbinare un sistema ibrido leggero a 48 volt per un totale di 220 kW (300 CV) e 670 Nm. Per il mercato USA c'è un V8 biturbo da 4,4 litri 760i xDrive con 400 kW (544 CV) e 750 Nm di coppia. I modelli 735i e 740i sono commercializzati solo in Cina e hanno rispettivamente potenze di 210 kW o 280 kW. Per tutte le versioni la velocità massima è autolimitata a 250 km/h.